# Liceo Rius
Liceo Rius (y más tarde Salón Variedades) fue un círculo de recreo, centro social y docente del viejo Madrid, que funcionó entre la segunda mitad del siglo XIX y el primer cuarto del siglo XX. Instalado en el número 68 de la calle de Atocha, el edificio, además de un teatro, albergó el Centro Instructivo Republicano y las Escuelas laicas, lugar de reunión de obreros anarquistas.
En él se celebraron numerosos mítines obreros, resultando histórico el que dio el líder socialista Pablo Iglesias el 4 de mayo de 1890, en el que se exigió la jornada laboral de 8 horas y la prohibición del trabajo a los menores de 14 años. También fue un importante lugar de cita de los aficionados al flamenco y por su escenario pasaron figuras como Juan Breva o  Juana y María Vargas ("Las Macarronas").

## Historia
Caídos en desgracia los bailes del Capellanes, el empresario catalán Delfín Rius (que había promovido en Madrid una sociedad de patinadores -Skating Rinkg- en el espacio del número 68 de la calle Atocha y, entre 1886 y 1889 cancha para un circo de gallos) puso en marcha un programa completo de actividades festivas que incluían funciones teatrales por horas, polichinelas y guiñol y por supuesto bailes de máscaras, muy concurridos en Carnaval y recordados en diferentes épocas por cronistas como Enrique Sepúlveda o Chicote.

### Ilustres mentores
Catalogado por Emilio Carrere como teatrillo de aficionados, el Liceo Rius vivió el ocaso del siglo xix español como un personaje más del Madrid galdosiano.
Pío Baroja lo recuerda en su libro de memorias Familia, infancia y juventud como una tribuna para los mítines anarquistas, y Ricardo de la Vega lo incluye en el libreto de la zarzuela El año pasado por agua como local de "baile para soldados y lavanderas". Puede completarse la lista de ilustres cronistas del Liceo con el artículo publicado por Antonio Machado en La Caricatura, y titulado: "Función de aficionados. En el Liceo Rius".

### El Salón Variedades

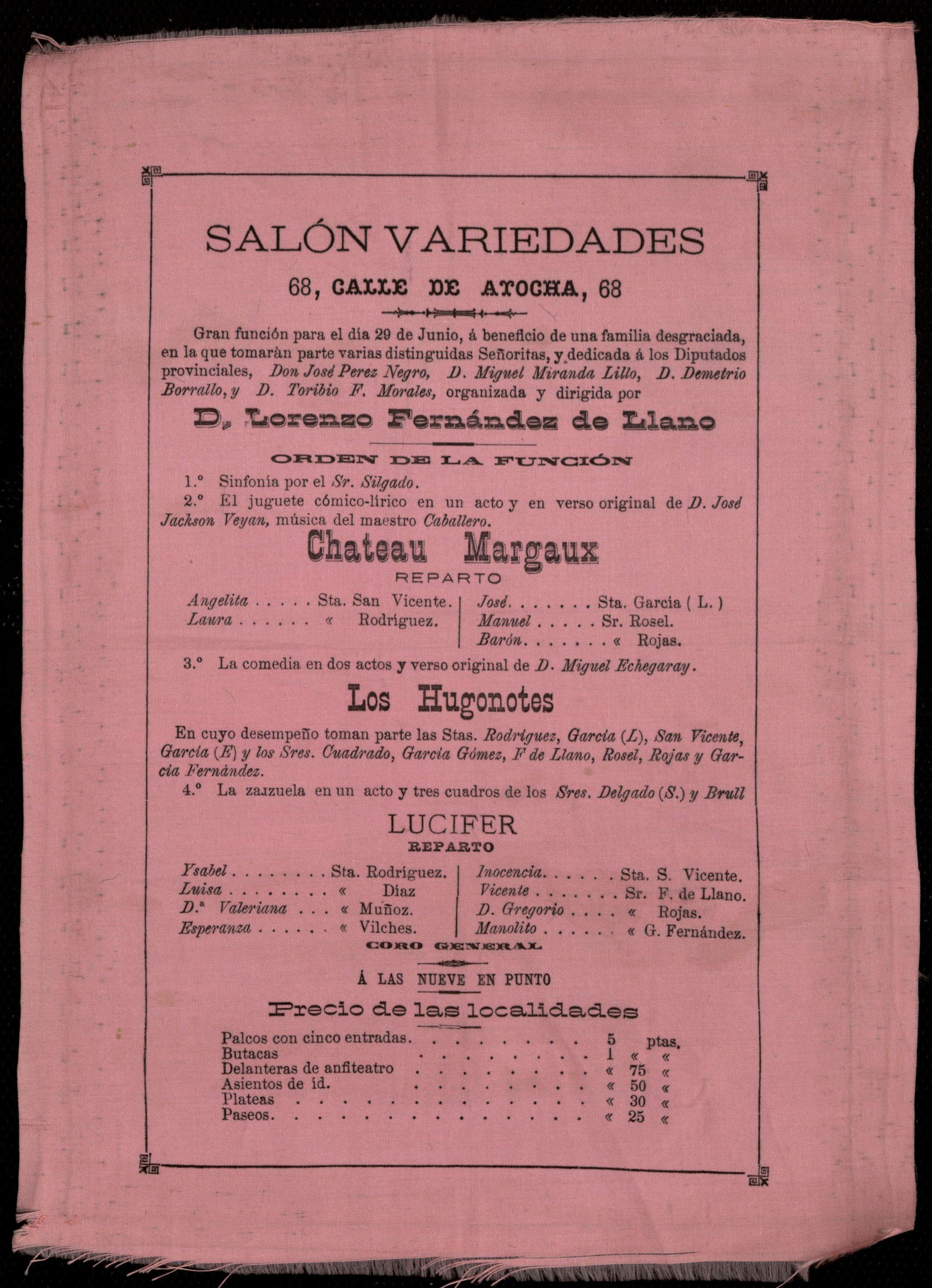
Programa del Salón Variedades en el Liceo Rius.

Tras un incendio sin grandes consecuencias y con la reforma del gran caserón del número 68 de la calle de Atocha, sus empresarios pusieron en marcha en 1890 un "Salón de Variedades" —recuperando quizá la fama del antiguo Teatro Variedades, desaparecido tras un incendio en 1888—, que llegaría a convertirse en uno de los grandes escenarios en Madrid para cantaores, bailaoras y guitarristas del arte flamenco. En él se celebró, hacia 1897, un homenaje a la bailaora Rosario la Mejorana, madre de Pastora Imperio.
Ejemplo de la variada oferta del Salón Variedades del Liceo Rius es este programa para el 3 de diciembre de 1892:

- Sinfonía por la orquesta de bandurrias y guitarras que dirige el Sr. Garzón.
- Juguete cómico del Sr. Matoses, titulado: A primera sangre.
- La comedia de un acto y prosa titulada Una noche de novios, en la que el Sr. Fernández desempeña cuatro tipos distintos.
- La comedia en un acto y prosa, arreglada a la escena española por D. Juan del Peral, titulada: El Maestro de Escuela.
- El quinto acto del drama del Duque de Rivas: Don Álvaro o la fuerza del sino.
- El cuadro de costumbres en un acto y en verso, original del Sr. José López Silva titulado La calle de Toledo.
- En este entreacto se rifará un hermoso cordero y tres magníficos cuadros pintados al óleo por los Srs. Pérez, del Valle y Muro.
- Divertidísimo sainete titulado La estera.

Por lo extenso del Programa, la función empezará a las ocho en punto.

Con el nuevo siglo, el Liceo Rius continuó sirviendo de tribuna a políticos del compromiso popular como el doctor Jaime Vera (discurso electoral de 1901) y otros líderes socialistas.